# St. Peter (Hochschwarzwald)
St. Peter (Hochschwarzwald) este o localitate în districtul Breisgau-Hochschwarzwald, landul Baden-Württemberg, Germania.
1. ↑  Geographic Names Server, 11 iunie 2018
2. ↑  Alle politisch selbständigen Gemeinden mit ausgewählten Merkmalen am 31.12.2018 (4. Quartal) (în germană), Statistisches Bundesamt[*], arhivat din original la 10 martie 2019, accesat în 10 martie 2019
3. ↑   http://www.statistik.baden-wuerttemberg.de/BevoelkGebiet/Bevoelkerung/01515020.tab?R=GS315095 Lipsește sau este vid: |title= (ajutor)